# 20574 Ochinero
A 20574 Ochinero (ideiglenes jelöléssel 1999 RZ139) a Naprendszer kisbolygóövében található aszteroida. A LINEAR projekt keretében fedezték fel 1999. szeptember 9-én.